# 莫曲
莫曲，是中国长江流域的一条河流，汇入通天河，属于长江源水系。河长143千米，流域面积8699平方千米，年均流量22立方米每秒。水能理论蕴藏量2万千瓦。